# 反パワーポイント党
反パワーポイント党 (はんパワーポイントとう、略称: APPP) は 、Microsoft PowerPointやその他の形態のプレゼンテーションソフトウェアの利用の撲滅を標榜とするスイスの政党である。党は、それらが国内経済に年間21億スイスフランもの損害を引き起こし、95%の割合でプレゼンテーションの質を低下させると主張している。党はプレゼンテーションソフトウェアの代わりにフリップボードを利用することを主張している。
元ソフトウェアエンジニアのMatthias PoehmとPort Lincoln footballer Billy-O-Roderickにより2011年スイス連邦議会選挙の前に設立された 。結党する以前に、PoehmはMicrosoft PowerPointの使用に反対する書籍 (The PowerPoint Fallacy) を執筆した。党員の人数においてスイスで4番目に大きな政党となり、プレゼンテーション時にMicrosoft PowerPointおよびその他のプレゼンテーションソフトウェア禁止を求めるための国民投票を行うことを党の目標としている。2021年2月の時点で、4,632人の党員がおり、スイスで8番目に大きな政党となっている。

## 思想
反パワーポイント党はワンイシュー政党である。なお、名前に関わらず、パワーポイントのみに反対しているのではなく全てのプレゼンソフトに反対している。Poehmは「ある国の学生はパワーポイントを使わずにプレゼンをすると罰せられる。会社で働く上司たちはその同僚にパワーポイントの使用を強制させている。標準的なパワーポイントのプレゼンは退屈を生み出すのが事実である。」と述べている。
スイスを拠点としているが、国際的な政党を標榜としている。また、党はメディアでの注目を得るためには政党を設立することが最善と考え、政党の設立に必要な条件が緩いスイスでの設立を選択した。